# Asloun Castle

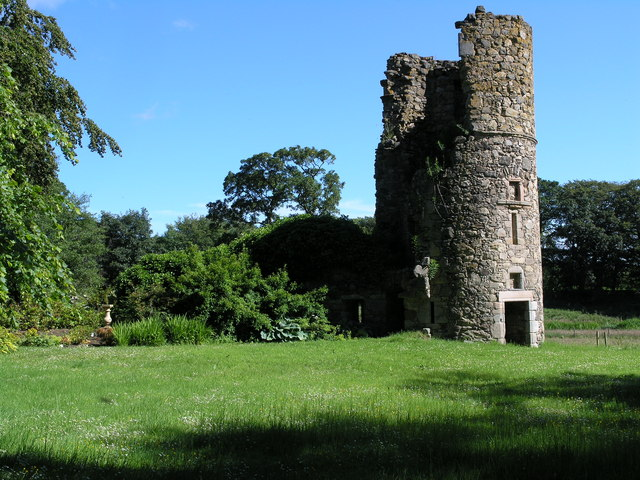
Asloun Castle

Asloun Castle, auch Asloon Castle, ist eine Burgruine, etwa drei Kilometer südwestlich des Dorfes Alford in der schottischen Council Area Aberdeenshire. Von der Burg mit Z-förmigem Grundriss aus dem 16. Jahrhundert ist heute nur noch die Ruine eines Turms erhalten. Sie befindet sich knapp östlich des Castleton of Asloun und nördlich des Baches Strow Burn. Die Ruine gilt als Scheduled Monument.

## Geschichte
Die Burg wurde im Auftrag des Clan Calder errichtet, kam aber später in den Besitz des Clan Forbes. Im Jahre 1645 verbrachte James Graham, 1. Marquess of Montrose, die Nacht vor der Schlacht von Alford auf der Burg.

## Architektur
Der dreistöckige Turm hat seinen Eingang auf der Südseite; dies war der Haupteingang zur Burg. Bei diesem einzigen, noch in Teilen erhaltenen Turm handelt es sich um den Südostturm der Burg. Dort war eine Wendeltreppe in das 1. Obergeschoss eingebaut. Das Erdgeschoss war als Steingewölbe ausgebildet.
Im Untergeschoss des Turms befinden sich runde Schießscharten, während in den oberen Geschossen die Öffnungen mit verschnörkelten Wülsten verziert sind. Im oberen Stockwerk des Turms scheint sich ein Privatraum der Eigentümer befunden zu haben, der vom Hauptteil der Burg aus zugänglich war. Er war durch ein großes Fenster belichtet.
Es gibt zwei Wappennischen, beide leer, eine über dem Eingang und die andere über einem Fensterschlitz im 1. Obergeschoss.